# Labialisierter stimmhafter velarer Approximant
Der labialisierte stimmhafte velare Approximant ist die labialisierte Variante des stimmhaften velaren Approximanten ([⁠ɰ⁠]) und gilt als die „normale“ Aussprache dieses Halbvokals.
Sein Zeichen in der IPA-Lautschrift ist ⟨w⟩.
Lautliche und orthographische Realisierung in verschiedenen Sprachen:
- Englisch [w]: W, w
  - Beispiele: Wales ['weɪɫz]
- Polnisch [w]: Ł, ł
  - Beispiele: łódka  [ˈwutka]
- Französisch [w]: Verschiedene Realisierungen
  - Beispiele: oui [wi], soin [swɛ̃], week-end [wikɛnd]
- Arabisch Wāw: و
  - Beispiele: Watan, arabisch وطن, DMG waṭan